# Stygiomysis holthuisi
Stygiomysis holthuisi är en kräftdjursart som först beskrevs av Gordon 1958.  Stygiomysis holthuisi ingår i släktet Stygiomysis och familjen Stygiomysidae. Inga underarter finns listade i Catalogue of Life.